# Моссберг, Даниэль
Даниэ́ль Э́рик Мо́ссберг (род. 19 апреля 1981 года) — шведский хоккеист с мячом, полузащитник клуба "Болльнес" и сборной Швеции, четырёхкратный чемпион мира.

## Карьера
Даниэль Моссберг основную часть карьеры провёл в родном клубе «Сандвикене», выступающем в Элитсерии Швеции.
В российской Суперлиге играл два сезона в красногорском «Зорком» и три сезона в московском «Динамо».
Привлекался в сборную Швеции, в составе которой четырежды становился чемпионом мира.

## Достижения

### Международные
- Чемпион мира — 2005, 2009, 2010, 2012
- Вице-чемпион мира — 2006, 2007, 2008, 2013, 2014
- Бронзовый призёр чемпионата мира — 2011
- Обладатель Кубка Европейских Чемпионов — 2001
- Обладатель Кубка Мира — 2002, 2013, 2019
- Обладатель Чемпионского кубка Эдсбюна — 2013

### Швеция
- Чемпион Швеции — 2000, 2002, 2003, 2011
- Обладатель Кубка Швеции — 2009, 2010

### Россия
- Чемпион России — 2012, 2013
- Второй призёр Чемпионата России — 2007, 2008, 2014
- Обладатель Кубка России — 2011/12
- Обладатель Суперкубка России — 2012/13, 2013/14

Включался в список 22 лучших игроков сезона чемпионата России — 2012